# Masaaki Mochizuki
Masaaki Mochizuki (望月 成晃, Mochizuki Masaaki) est un catcheur japonais, de la Dragon Gate.

## Carrière

### New Japan Pro Wrestling (1999-2012)
Il retourne à la fédération lors de Yuji Nagata 20th Anniversary Show ~ Blue Justice IV où lui, Yūji Nagata et Jun Akiyama battent CHAOS (Kazuchika Okada, Shinsuke Nakamura et Yujiro Takahashi). 
Le 2 décembre, lui, Bushi, Ryusuke Taguchi et Yūji Nagata perdent contre Suzuki-gun (Kengo Mashimo, Minoru Suzuki, Taichi et Taka Michinoku).

### Dragon Gate (2004-...)
Lors de  Dead Or Alive 2011, il conserve son titre contre Yamato.
Lors de Final Gate 2014, lui, Big R Shimizu et Dragon Kid battent Jimmyz (Genki Horiguchi H.A.Gee.Mee!!, Jimmy Susumu, et Ryo "Jimmy" Saito) et remportent les Open the Triangle Gate Championship. Le 18 janvier, ils conservent leur titres contre Monster Express (Akira Tozawa, Shingo Takagi et Syachihoko BOY). Le 28 février, ils conservent leur titres contre Mad Blankey (CIMA, Cyber Kong et Naruki Doi).

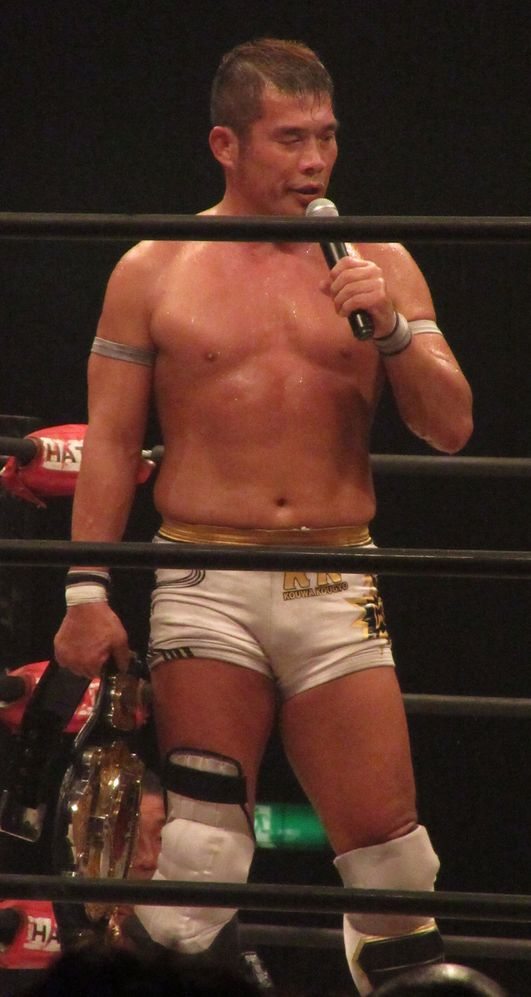
Mochizuki en 2017

Lors de Dangerous Gate 2017, il bat Yamato et remporte le Open the Dream Gate Championship pour la troisième fois. Lors de  The Gate Of Destiny 2017, il conserve son titre contre Jimmy Susumu. Lors de Final Gate 2017, il conserve son titre contre Ryo Saito.
Le 4 mars, il conserve son titre contre Ben-K après que l'arbitre ait été contraint d'arrêter le match. Le 10 juin, il perd le titre contre Masato Yoshino.
Lors de Dangerous Gate 2018, lui et Shun Skywalker perdent contre Tribe Vanguard (Yamato et BxB Hulk) et ne remportent pas les Open the Twin Gate Championship.
Lors de Dead Or Alive 2021, ils perdent les titres contre R.E.D (Kaito Ishida et Kazma Sakamoto).

#### M3K (2022-...)
Le 30 juillet, lui, Mochizuki Jr. et Susumu Mochizuki battent Los Perros del Mal de Japón (Eita, Kotarō Suzuki et Nosawa Rongai) par décompte extérieur et remportent les Open the Triangle Gate Championship.

### Ring Of Honor (2007)
Lors de ROH Live In Osaka, lui et No Remorse Corps (Davey Richards et Rocky Romero) perdent contre Bryan Danielson, CIMA et Naomichi Marufuji.

### Dragon Gate USA (2010-2013)
Lors de Fearless 2011, il bat Sami Callihan.

### Pro Wrestling Noah (2019-...)
Le 5 janvier 2020, lors du pay-per-view Reboot de la Pro Wrestling NOAH, lui et Naomichi Marufuji battent AXIZ (Gō Shiozaki et Katsuhiko Nakajima) pour remporter les GHC Tag Team Championship. Lors de The Gate Of Passion 2020, ils conservent les titres contre R.E.D (Diamante et Takashi Yoshida). Le 19 avril, ils perdent les titres contre Sugiura-gun (El Hijo de Dr. Wagner Jr. et René Duprée).
Le 28 octobre, il bat Takashi Sugiura et remporte le GHC National Championship. Lors de The Infinity 2021, il perd son titre contre Kenoh.

## Palmarès
- Dragon Gate
  - 3 fois Open the Dream Gate Championship
  - 3 fois Open the Twin Gate Championship avec Don Fujii (2) et Takashi Yoshida (1)
  - 2 fois WAR International Junior Heavyweight Championship
  - 1 fois Open the Owarai Gate Championship
  - 7 fois Open the Triangle Gate Championship avec K-Ness et Don Fujii (1), Don Fujii et Magnitude Kishiwada (1), et Don Fujii et Akebono (1), et Jimmy Susumu et K-Ness (1), et Dragon Kid et K-Ness (1), Big R Shimizu et Dragon Kid (1), et Susumu Mochizuki et Mochizuki Jr. (1, actuel)
  - 1 fois WAR International Junior Heavyweight Tag Team Championship avec Don Fujii
  - King of Gate (2006)

- Full Impact Pro
  - 1 fois FIP World Heavyweight Championship

- Michinoku Pro Wrestling
  - 1 fois British Commonwealth Junior Heavyweight Championship

- Osaka Pro Wrestling
  - 1 fois Osaka Pro Wrestling Tag Team Championship avec Don Fujii
  - Osaka Tag Festival (2010) avec Don Fujii

- Pro Wrestling NOAH
  - 1 fois GHC Tag Team Championship avec Naomichi Marufuji
  - 1 fois GHC National Championship

- Pro Wrestling Zero1-Max
  - 1 fois Zero1 International Junior Heavyweight Championship

- Toryumon Japan
  - 2 fois UWA World Trios Championship avec Darkness Dragon et Susumu Mochizuki (1) et avec Keni'chiro Arai et Dragon Kid (1)
  - El Numero Uno (2001)

- Wrestle Association "R"
  - 3 fois WAR International Junior Heavyweight Championship
  - 2 fois WAR International Junior Heavyweight Tag Team Championship avec Battle Ranger (1) et Don Fujii (1)
  - 1 fois WAR World Six-Man Tag Team Championship avec Nobukazu Hirai et Mitsuharu Kitao

## Récompenses des magazines
- Pro Wrestling Illustrated

| Année | 2002 | 2003 | 2004 à 2005 | 2006 | 2007       | 2008 | 2009 | 2010 | 2011       | 2012 | 2013       | 2014 | 2015 | 2016 | 2017 | 2018 | 2019       | 2020 | 2021 | 2022 |
| ----- | ---- | ---- | ----------- | ---- | ---------- | ---- | ---- | ---- | ---------- | ---- | ---------- | ---- | ---- | ---- | ---- | ---- | ---------- | ---- | ---- | ---- |
| Rang  | 231  | 290  | Non classé  | 260  | Non classé | 255  | 282  | 234  | Non classé | 123  | Non classé | 254  | 334  | 292  | 311  | 110  | Non classé | 286  | 347  | 258  |